# Comuna Hardîșivka, Berdîciv
Hardîșivka (în ucraineană Гардишівська сільська рада) este o comună în raionul Berdîciv, regiunea Jîtomîr, Ucraina, formată din satele Hardîșivka (reședința) și Kustîn.

## Demografie
Componența lingvistică a satului Hardîșivka
     Ucraineană (95,7%)
     Rusă (4,3%)
Conform recensământului din 2001, majoritatea populației satului Hardîșivka era vorbitoare de ucraineană (95,7%), existând în minoritate și vorbitori de rusă (4,3%).